# Dolores Cabezudo

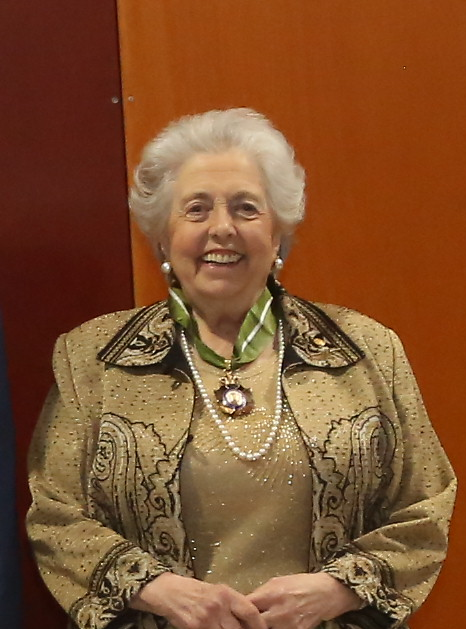
María Dolores Cabezudo (2019)

María Dolores Cabezudo Ibáñez (* 1935 in Madrid, Spanien) ist eine spanische Chemikerin und Hochschullehrerin. Sie war bis zu ihrer Emeritierung im Jahr 2006 Professorin für Lebensmitteltechnologie an der Universität Kastilien-La Mancha und Forschungsprofessorin am Consejo Superior de Investigaciones Científicas (CSIC).

## Leben und Werk

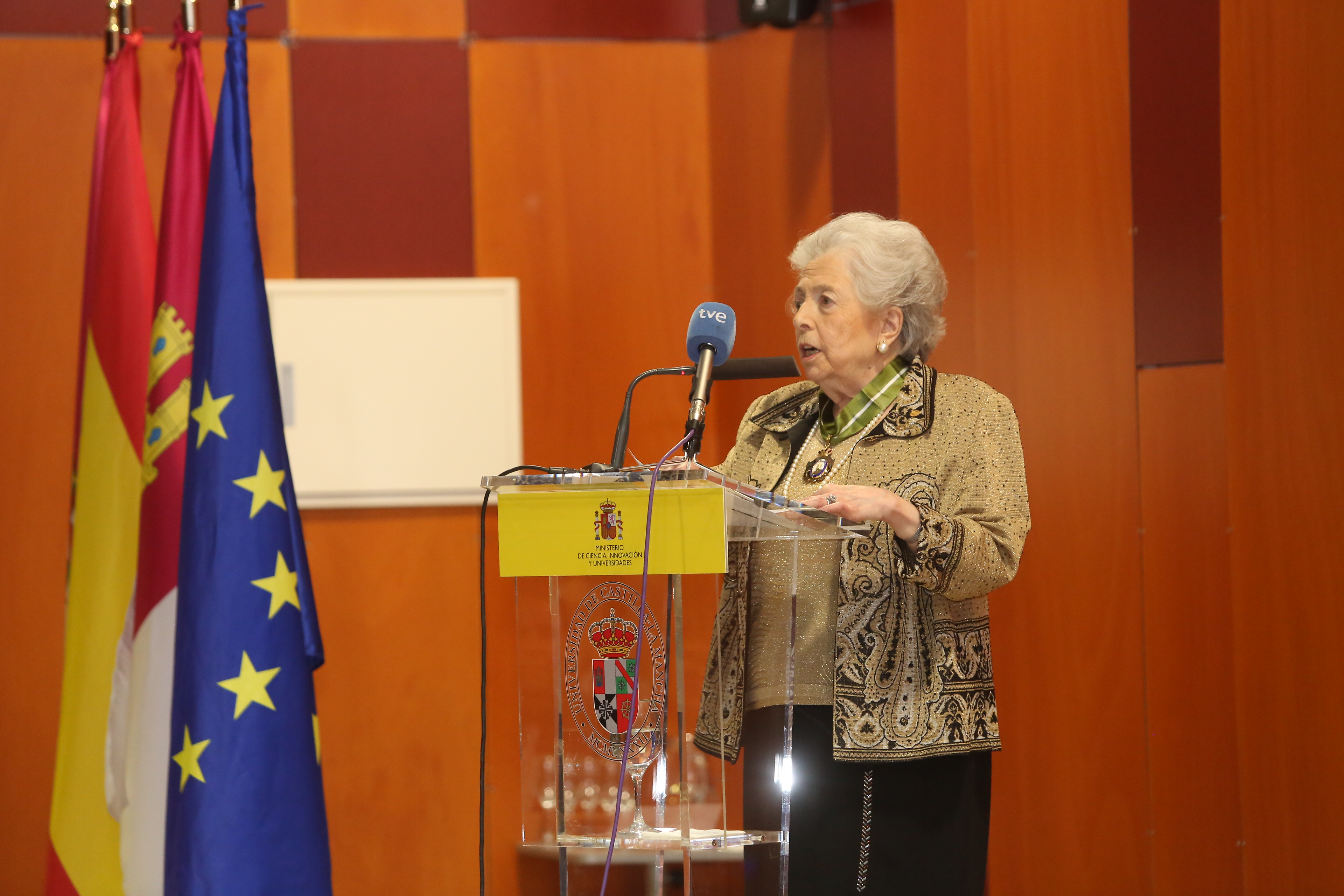
Dolores Cabezudo bei Verleihung der Medals of Merit in der Aula Magna des Technologiecampus, 2019

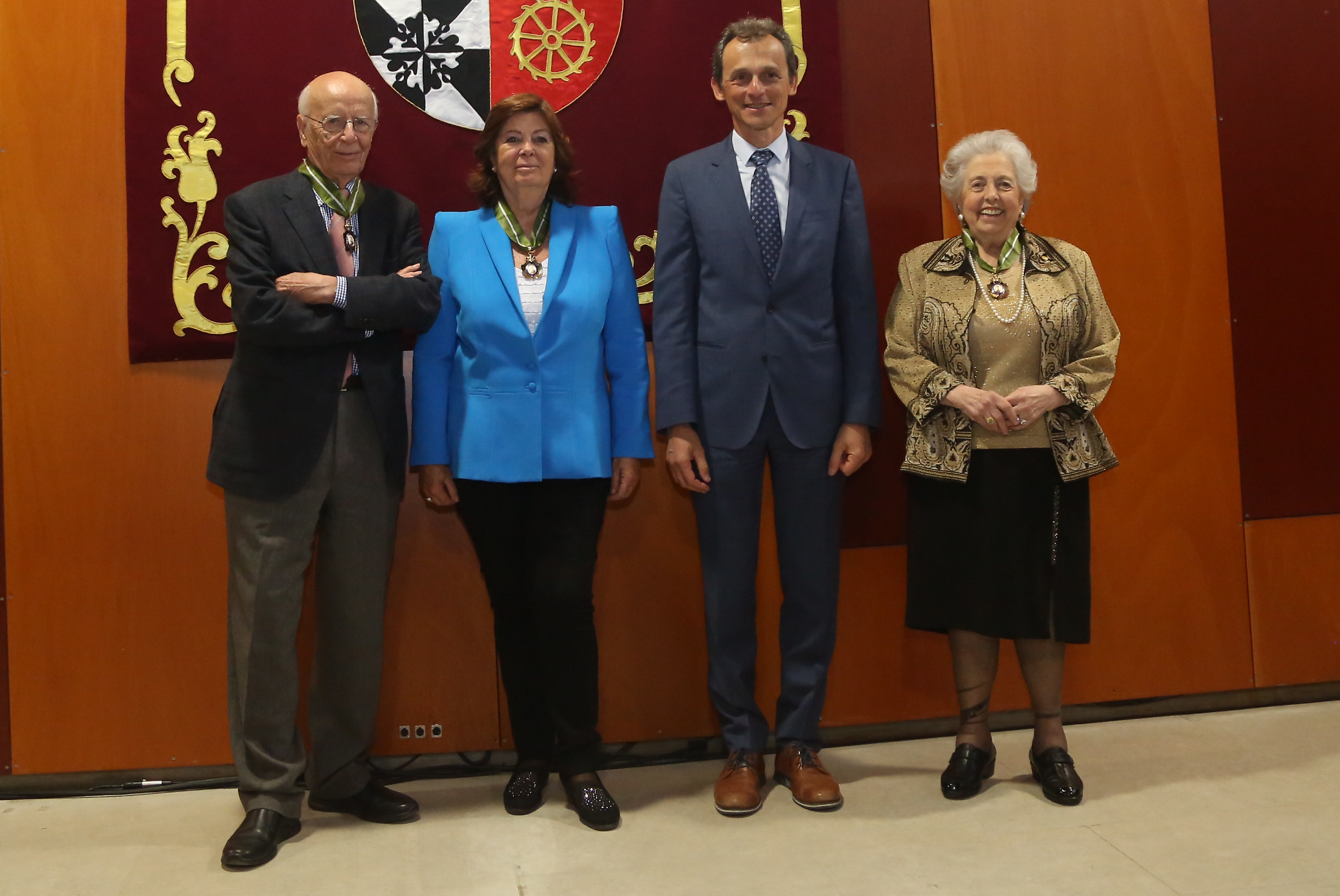
Dolores Cabezudo mit Emilio Lledó, Pedro Francisco Duque und María Vallet-Regí bei der Verleihung der Verdienstmedaillen in Forschung und Hochschulbildung, Mai 2019

Cabezudo zog mit ihrer Familie während des Bürgerkrieges nach Brihuega, dann nach Navarra und Saragossa, wo sie das Gymnasium besuchte. Sie schloss ihr Chemiestudium an der Universität Saragossa ab und promovierte 1967 in Chemie an der Universität Complutense Madrid.

## Forschungstätigkeit
Sie begann 1961 mit der Forschung als nur wenige Bücher über Ernährungswissenschaften existierten. Ihre Anfänge in der Forschungstätigkeit waren nicht einfach, denn viele Professoren wollten keine Frauen in den Laboren zulassen. Der spanische Chemiker Concepción Llaguno Marchena vom Consejo Superior de Investigaciones Científicas (CSIC) bot ihr an, in der Abteilung für industrielle Fermentation zu forschen. Cabezudo promovierte während ihrer Tätigkeit als Direktorin des Colegio Universitario Isabel de España. Ihren Postdoktorandenaufenthalt absolvierte sie an der University of California, Davis, unter der Leitung des Pflanzenphysiogen Maynard Amerine.
Von 1966 bis 1994 arbeitete sie als Forschungsprofessorin bei dem CSIC. Sie forschte fünfundzwanzig Jahre lang in dem Team von LLaguno an dem Institut für industrielle Fermentationen des CSIC.  Sie leitete sie das Team abwechselnd mit Carmen Polo Sánchez, als LLaguno stellvertretender Sekretär des CSIC für wissenschaftliche Angelegenheiten wurde.
Sie war 1973 Mitgründerin der Fachgruppe für Chromatographie und verwandte Techniken (GCTA) in der Königlichen Spanischen Gesellschaft für Physik und Chemie. Sie gehörte der Internationalen Kommission an, die das Standardglas zur Beurteilung von Weinen entwarf, und derjenigen, die die europäischen internationalen Standards zur sensorischen Beurteilung von Weinen entwarf.
Von 1993 bis zu ihrer Emeritierung im Jahr 2006 war sie Professorin für Lebensmitteltechnologie an der Universität Kastilien-La Mancha. Ihre Forschung erstreckte sich auf die analytische Chemie und Önologie, die sensorische Analyse von Lebensmitteln und die Anwendung der neuesten wissenschaftlichen Erkenntnisse auf Produkte, die für Kastilien-La Mancha von Interesse sind, wie Weine einheimischer und akklimatisierter Sorten, Weinessig, Honig, Gewürzkräuter.
Sie hat 22 Forschungsprojekte geleitet, war Teil des Forschungsteams für drei Patente und ist Autorin oder Co-Autorin von einhundertfünfzig Publikationen in renommierten Fachzeitschriften in den Bereichen Chemie, Önologie und Lebensmitteltechnologie.

## Auszeichnungen (Auswahl)
- 2007: Gabriel Alonso Herrera Award for Excellence
- 2009 würdigten sie die Spanische Gesellschaft für Chromatographie und verwandte Techniken (SECyTA) und die Spanische Gesellschaft für Massenspektrometrie (SEEM) für ihre herausragende Forschung in der Chromatographie und Massenspektrometrie
- 2019: Medal of Merit in Research and in University Education[3][4][5]
- Gold- und Brillantabzeichen des Spanischen Nationalen Verbandes der Chemiker (ANQUE)[6]
- 2019: título de Hija Adoptiva von Kastilien-La Mancha[7]
- 2019: Ehrenakademikerin der Akademie der Gastronomie von Kastilien-La Mancha[8][9]

## Veröffentlichungen (Auswahl)
- mit L. Castro Vazquez, M. S. Pérez-Coello: Analysis of volatile compounds of Rosemary honey. Comparison of different extraction techniques. Chromatographia, 57:3–4, 2003.
- mit L. Castro Vazquez, M. S. Pérez-Coello: Effects of enzyme treatment and skin extraction on varietal volatiles in Spanish wines made from Chardonnay, Muscat, Airén, and Macabeo grapes. Analytica Chimica Acta, 458, S. 39–44, 2002.
- mit L. Castro Vazquez, M. S. Pérez-Coello: Simultaneous Distillation Extraction for the analysis of volatile honey compounds. G.I.T. Laboratory Journal, 5, S. 228–229, 2002.